# Mietvilla Heinrich Emil Unger
Die Mietvilla Heinrich Emil Unger liegt im Stadtteil Niederlößnitz der sächsischen Stadt Radebeul, unter der Adresse Am Bornberge 9 (vormals Wilhelm-Busch-Straße 18).

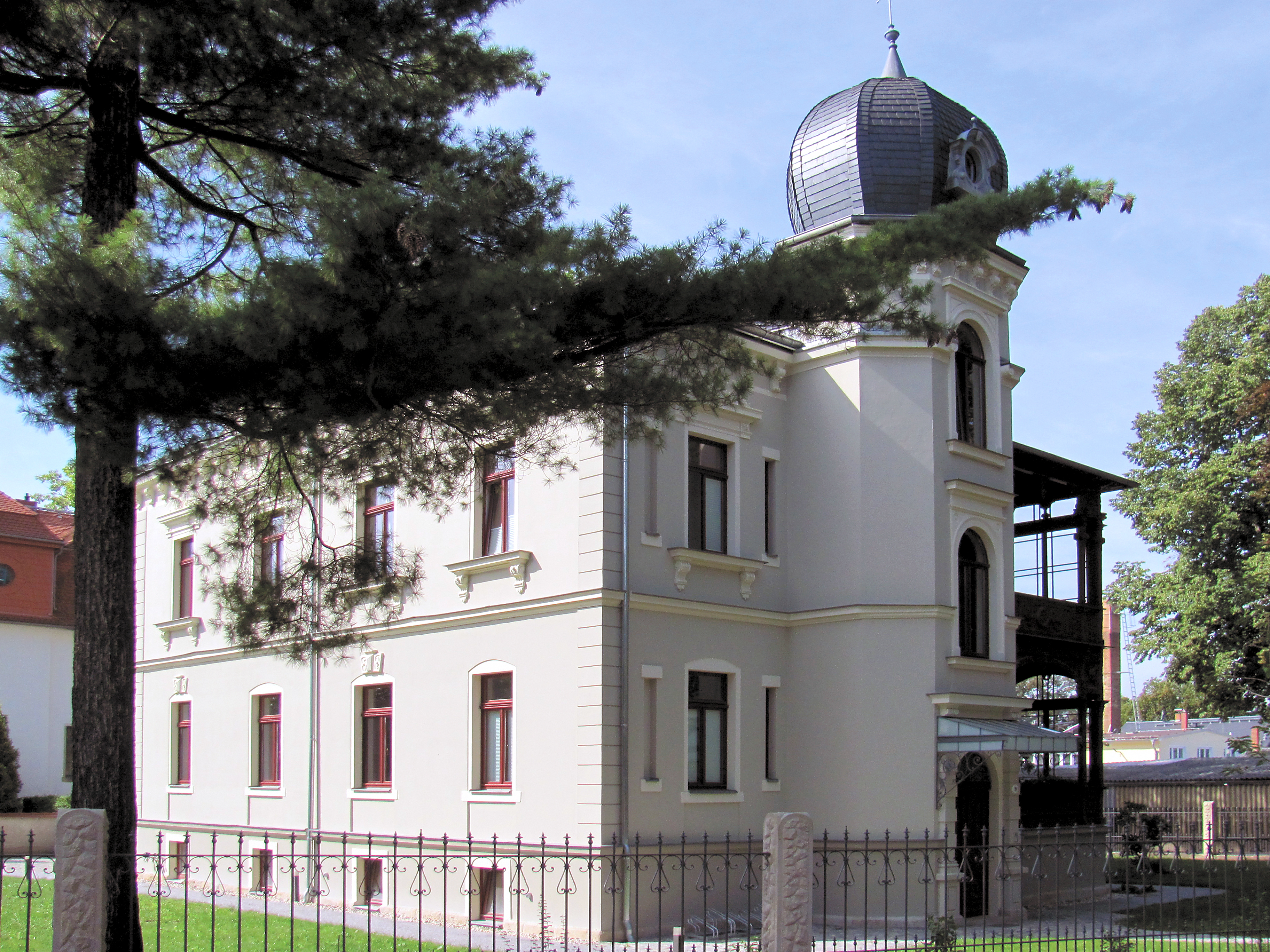
Mietvilla Heinrich Emil Unger, von Am Bornberge aus. Rechts hinter dem Haus sind die ehemaligen Betriebsgebäude des Baumeisters Neumann zu sehen, in denen sich heute ein Dachdeckerbetrieb befindet.

## Beschreibung
Die mitsamt Einfriedung, zwei abgegangenen Gartenlauben und Teilen des Gartens denkmalgeschützte Mietvilla steht auf dem südöstlichen Eckgrundstück Am Bornberge/Wilhelm-Busch-Straße. Der ebenfalls denkmalgeschützte Garten zur Villa mit altem Baumbestand sowie die inzwischen beräumte hölzerne Gartenlaube zur Villa fanden sich in der Radebeuler Denkmalliste 2012 noch unter der Adresse Wilhelm-Busch-Straße 18. Die zweigeschossige, verputzte Mietvilla steht auf einem ebenfalls verputzten Souterrain-Sockelgeschoss, darüber die beiden Wohngeschosse. Obenauf sitzt ein ausgebautes, verschiefertes Plattformdach.

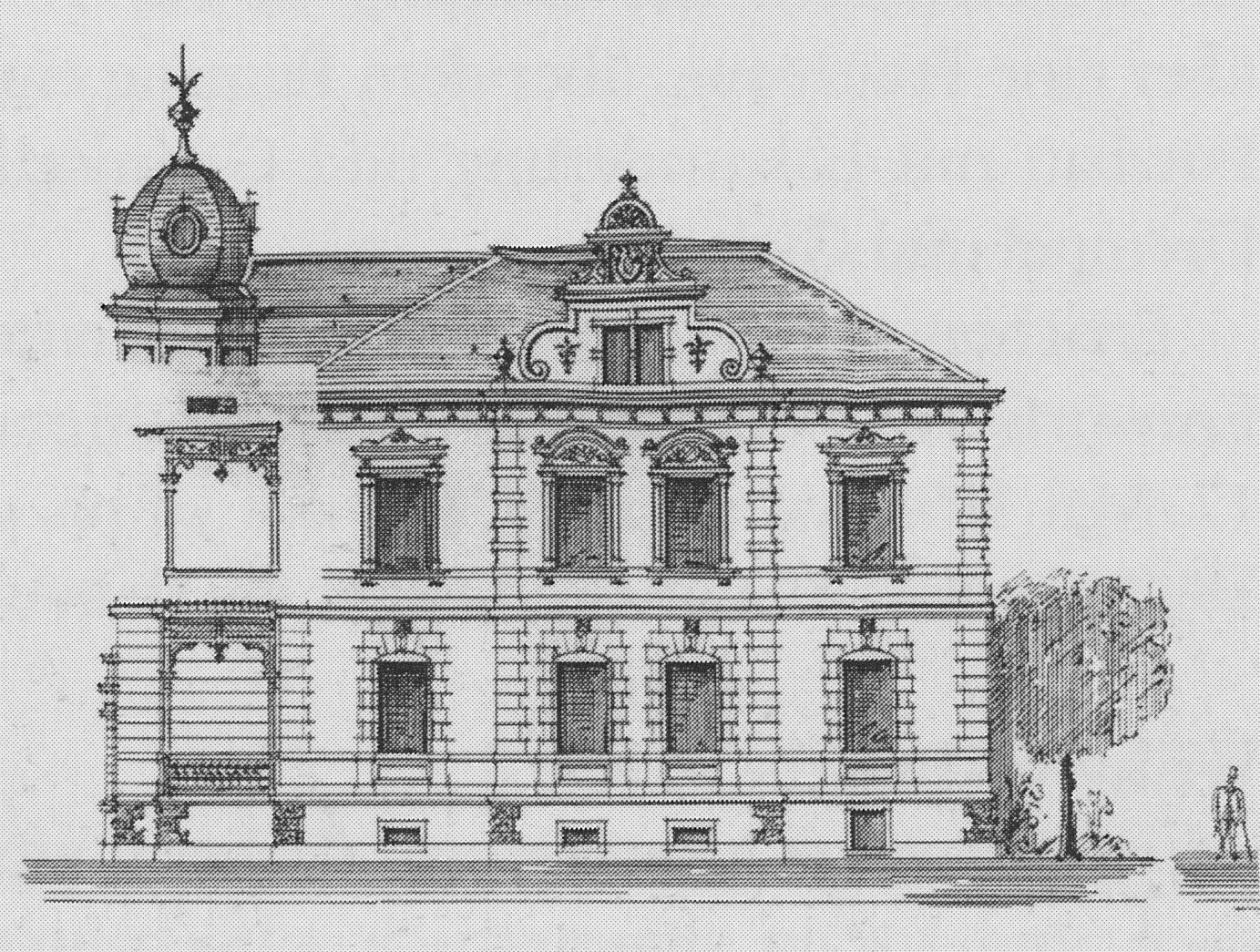
Ansicht in der Wilhelm-Busch-Straße, Bauzeichnung 1891

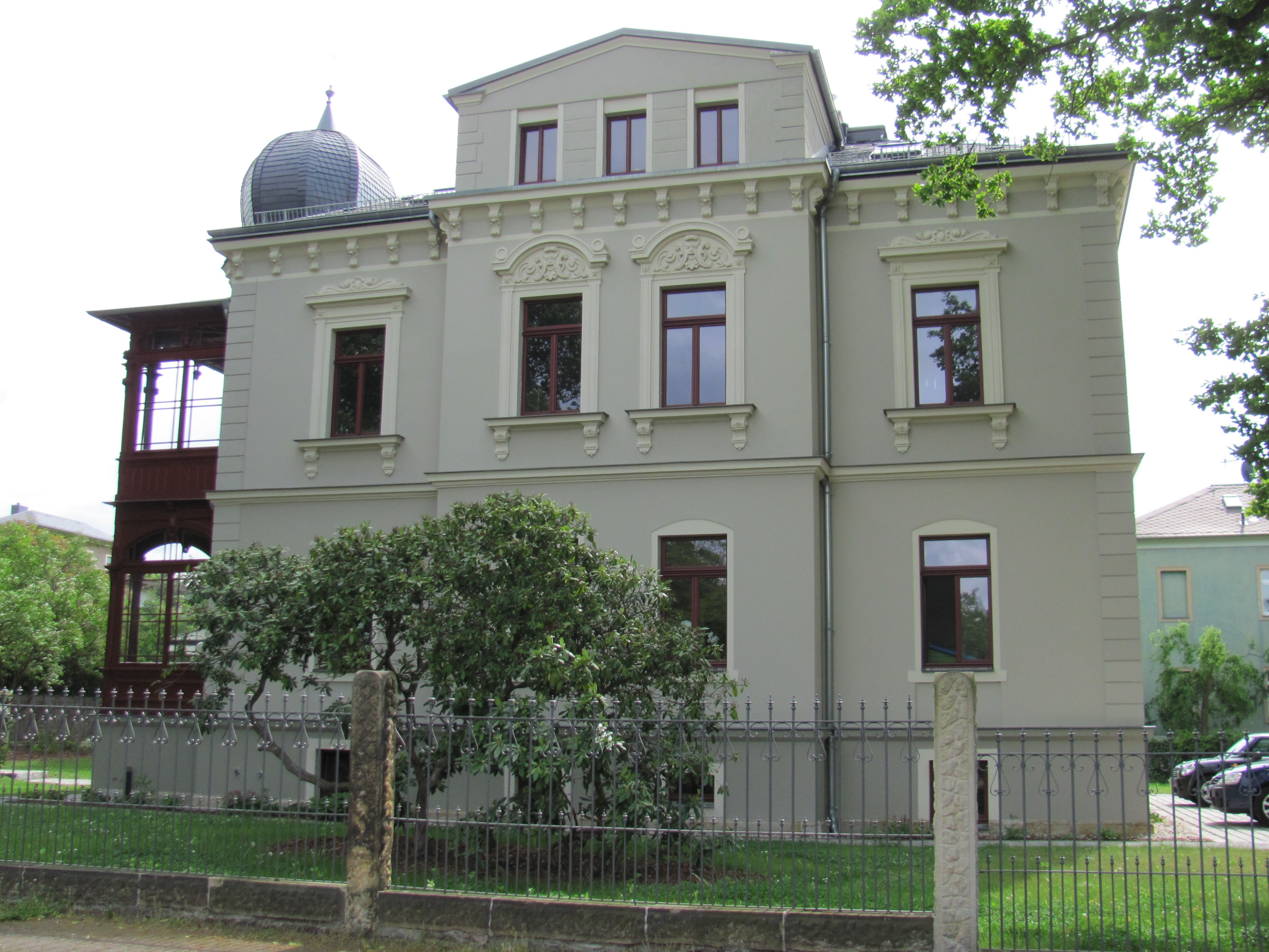
Ansicht in der Wilhelm-Busch-Straße

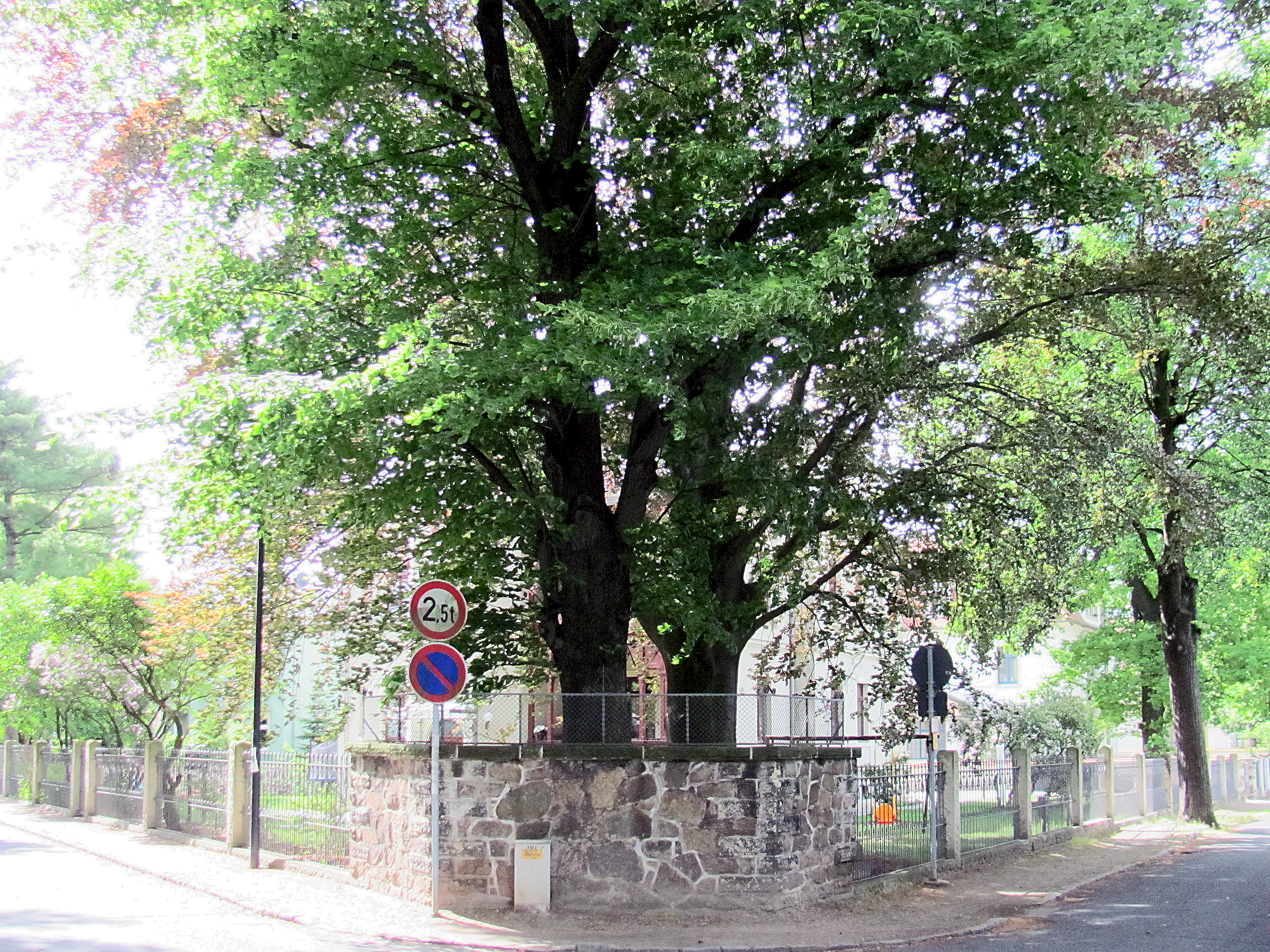
Garten zur Villa mit altem Baumbestand. Links Am Bornberge, rechts Wilhelm-Busch-Straße

Die Fassaden werden durch Gesimse und Eckquaderungen gegliedert. Das Dachgesims wird durch einen Konsolenfries gebildet. Die Rechteckfenster des Obergeschosses sitzen in profilierten Sandsteineinrahmungen mit auf Konsolen aufsitzenden Sohlbänken unten sowie unterschiedlich aufwendigen Verdachungen mit Stuckdekor oben.
Die vierachsige, symmetrische Hauptansicht zur Wilhelm-Busch-Straße weist mittig einen zweiachsigen, nur leicht hervortretenden Risalit auf. Obenauf sitzt ein dreiachsiges Dachhaus mit Dreiecksgiebel, dessen Giebelgesims durch Giebelohren begrenzt wird. Diese schlichte Giebelausbildung ersetzt einen ursprünglich viel höheren Volutengiebel.
In der Nordansicht steht mittig ein dreigeschossiger, oberhalb der Haustraufe achteckiger Eingangstreppenturm. Die rundbogige Eingangstür sitzt in einem Portal im Stil der Neorenaissance mit Quaderwerk und Architrav, dazu ein schützendes Glasdach. Die gegenüber den Etagen versetzten Rundbogenfenster auf Sohlbänken sitzen in Sandsteingewänden, die das Portal in schlichterer Manier zitieren. Über dem abschließenden Konsolenfries sitzt die verschieferte Zwiebelkuppel mit Spitze, Knauf und Wetterfahne. Vor der Zwiebelkuppel und über den Turmfenstern hängt eine hochovale Lukarne in einem verzierten Sandsteinrahmen. Rechts neben dem Treppenturm steht eine zweigeschossige hölzerne Veranda.
Die Einfriedung ist ein Lanzettzaun mit rustifizierten Sandsteinpfeilern.

## Geschichte

1910: In der Bildmitte liegt die freie Fläche des Bauhofs von Adolf Neumann, links steht die Mietvilla mit dem Volutengiebel und dem Treppenhausturm mit Zwiebelkuppel

Der auf dem gegenüberliegenden Grundstück Wilhelm-Busch-Straße 11 ansässige Baumeister Adolf Neumann stellte im August 1891 für Heinrich Emil Unger einen Bauantrag zur Errichtung dieses Wohnhauses. Nach Genehmigung im September selben Jahres errichtete Neumann den Bau bis zum Juli 1892; die Ingebrauchnahmegestattung erfolgte Anfang August 1892.
Das Dach wurde 1929 ausgebaut, dabei wurde der mehrstufige Volutengiebel in der Wilhelm-Busch-Straße laut Bauakte „beruhigt“, das heißt zu einem schlichten Dreiecksgiebel zurückgebaut.
Im Jahr 2011 wurde das lange im Zustand begonnener Sanierung ruhende Haus denkmalpflegerisch instand gesetzt. Dabei wurde auch die Dachöffnung nach Osten eingebracht. Die Treppenhausausmalung basiert auf historischen Befunden. Das Haus enthält nach der Instandsetzung drei Eigentumswohnungen mit Wohnungsgrößen zwischen 110 m² und 148 m². Im Jahr 2012 wurde das fertige Objekt zum Tag des offenen Denkmals der Öffentlichkeit präsentiert.